# ヘンリコ・ドロスト
ヘンリコ・ドロスト（オランダ語: Henrico Drost, 1987年1月21日 - ）は、オランダ・オーファーアイセル州カンペン出身のサッカー選手。VV ユッベガ所属。ポジションはディフェンダー。

## 経歴
オランダ東部のカンペンという町に生まれた。
2005年、SCヘーレンフェーンでプロ契約を締結。しかしながらチームの主力になることはできず、SBVエクセルシオール、デ・フラーフスハップ、VVVフェンロに期限付き移籍した。
2010年の夏、SCヘーレンフェーンと自由契約となり、RKCヴァールヴァイクに2年契約で加入した。2013年にはNACブレダに加入し、2015年にはSVBエクセルシオールに再び加入した。2017年、RKCヴァールヴァイクに再び加入した。

## 人物
イェローン・ドロストとは双子であり、彼もまたサッカー選手である。